# Phaeocatantops sulphureus
Phaeocatantops sulphureus är en insektsart som först beskrevs av Walker, F. 1870.  Phaeocatantops sulphureus ingår i släktet Phaeocatantops och familjen gräshoppor. Inga underarter finns listade i Catalogue of Life.